# Wilhelm Ritter von Leeb
Wilhelm Ritter von Leeb (Landsberg am Lech, 5 september 1876 – Füssen, 29 april 1956) was een Duits generaal-veldmaarschalk tijdens de Tweede Wereldoorlog.
Tijdens de Eerste Wereldoorlog was Leeb majoor in het Duitse leger. Hij diende onder meer aan het oostfront en in de staf van Rupprecht van Beieren, de laatste kroonprins van Beieren. Voor deze militaire dienst werd hij tot ridder geslagen.
Na de Eerste Wereldoorlog bleef Leeb in het leger. In 1923 was hij betrokken bij het neerslaan van de Bierkellerputsch. Nadien klom hij op tot de rang van luitenant-generaal.
Hitler stelde Leeb in 1938 kort op rust, na hem tot kolonel-generaal bevorderd te hebben. Hetzelfde jaar nog trok Hitler zijn pensioen tijdelijk in en gaf hij Leeb het bevel over het Twaalfde Leger dat onder meer deelnam aan de bezetting van Sudetenland in 1938. Hierna werd Leeb een tweede maal op rust gesteld.
In de zomer van 1939 werd zijn pensioen een tweede keer ingetrokken en kreeg Leeb het bevel over Heeresgruppe C. Tijdens de Slag om Frankrijk braken zijn troepen door de Maginotlinie. Voor zijn aandeel in deze overwinning werd hij in juli 1940 bevorderd tot generaal-veldmaarschalk. Vervolgens kreeg hij het bevel over Heeresgruppe Nord tijdens de aanval op de Sovjet-Unie. Leebs taak was het vernietigen van alle Sovjettroepen aan de Oostzee, de inname van alle marinebases aldaar en de inname van Leningrad tegen 21 juli 1941. Toen de invasie op 22 juni 1941 begon, stootte Leeb op weinig weerstand en kon hij snel negenhonderd kilometer oprukken. De inname van Leningrad mislukte echter, nadat Duitse troepen zware verliezen leden tijdens de slag bij Tichvin.
In januari 1942 bood Leeb Hitler zijn ontslag aan. De officiële versie luidde dat Leeb vrijwillig terugtrad om gezondheidsredenen. Na de oorlog werd Leeb berecht tijdens het militaire proces van Neurenberg en veroordeeld tot drie jaar gevangenisstraf. Hij werd echter onmiddellijk vrijgelaten omdat hij al langer dan drie jaar in voorarrest zat. Leeb stierf in Füssen in 1956.

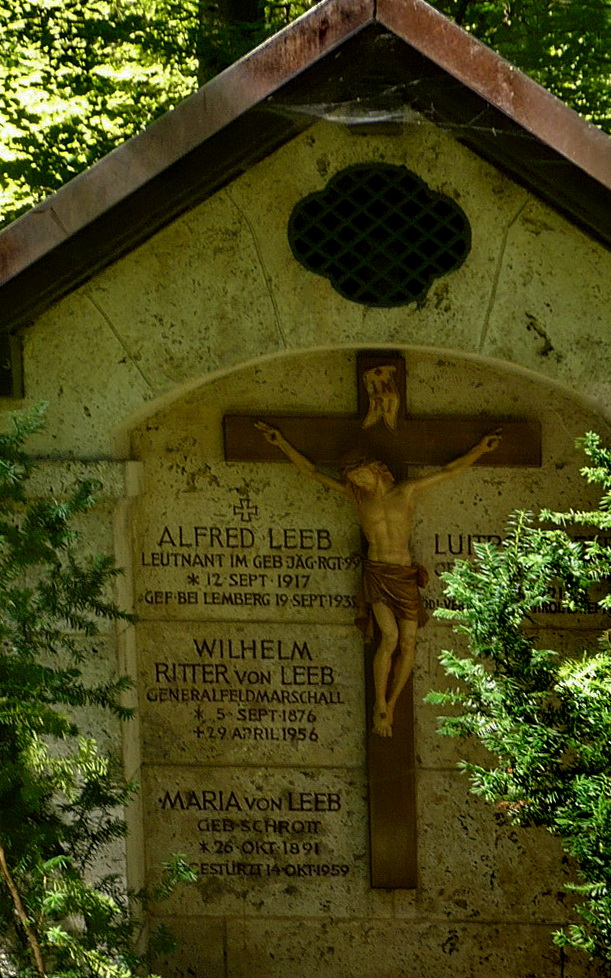
Graf van Ridder Wilhelm Leeb op Sollner Waldfriedhof.

## Militaire loopbaan
- Fahnenjunker-Unteroffizier: 1 december 1895[5][8]
- Fähnenjunker: 18 januari 1896[8][5]
- Sekonde-Leutnant: 3 maart 1897[8][5]
- Oberleutnant: 13 mei 1905[8][5]
- Hauptmann: 7 maart 1912[8][5]
- Major: 19 mei 1916[8][5]
- Oberstleutnant: 28 december 1920[8][5]
- Oberst: 1 februari 1925[8][5]
- Generalmajor: 1 februari 1929[8][5]
- Generalleutnant: 1 december 1929[8][5]
- General der Artillerie: 1 januari 1934[8][5]
- Titulair Generaloberst 28 februari 1938[8][5]
- Generaloberst: 1 november 1939[8][5]
- Generalfeldmarschall: 19 juli 1940[8][5]

## Decoraties
- Ridderkruis van het IJzeren Kruis op 24 juni 1940 als Generaloberst en Opperbevelhebber van de Heeresgruppe C[8][5][9]
- IJzeren Kruis 1914, 1e Klasse (12 maart 1915[8][10]) en 2e Klasse (16 oktober 1914[8][10])
- Herhalingsgesp bij IJzeren Kruis 1939, 1e Klasse[8][5] en 2e Klasse[8][5]
- Medaille ter Herinnering aan de 1e Oktober 1938 met gesp „Prager Burg”[8][5]
- Orde van Militaire Verdienste (Beieren), 3e Klasse met Zwaarden[10][5]
- Ridderkruis in de Militaire Max Joseph-Orde[5][8] op 2 mei 1915[10]
- Ridderkruis in de Huisorde van Hohenzollern met Zwaarden[10][8][5]
- Kroonorde (Württemberg) met Zwaarden
- Hanseatenkruis van Hamburg[8][5] en Bremen[5]
- IJzeren Halve Maan[5][8]
- Erekruis voor Frontstrijders in de Wereldoorlog[8][5]
- Dienstonderscheiding van Leger en Marine voor (25 dienstjaren)[8][5]

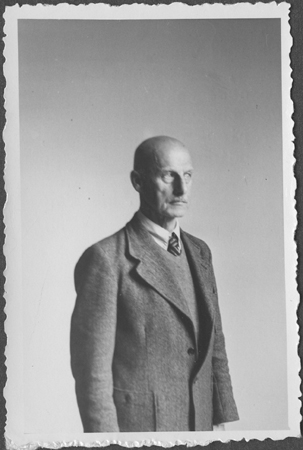
Portret van Veldmaarschalk Wilhelm Ritter von Leeb genomen tijdens een van de onderbreking in het IMT van Neurenberg commissie hoorzittingen aangeklaagd van de nazi-organisaties.

- Insigne voor Leger Bergleiders[5]

Werner von Blomberg · Hermann Göring · Walther von Brauchitsch · Albert Kesselring · Wilhelm Keitel · Günther von Kluge · Wilhelm Ritter von Leeb · Fedor von Bock · Wilhelm List · Erwin von Witzleben · Walter von Reichenau · Erhard Milch · Hugo Sperrle · Gerd von Rundstedt · Erwin Rommel · Georg von Küchler · Erich von Manstein · Friedrich Paulus · Ewald von Kleist · Maximilian von Weichs · Ernst Busch · Wolfram von Richthofen · Walter Model · Ferdinand Schörner · Robert von Greim · Eduard von Böhm-Ermolli (titulair)
- Bibliothèque nationale de France: cb12810384q (data)
- Gemeinsame Normdatei: 118570870
- International Standard Name Identifier: 0000 0001 1886 4585
- Library of Congress Control Number: n87836426
- Nationale Bibliotheek van Israël: 987007301086305171
- Nationale Bibliotheek van Polen: a0000002640147
- Nederlandse Thesaurus van Auteursnamen: 303910526
- SNAC: w6zw1k6k
- Système universitaire de documentation: 139780238
- Virtual International Authority File: 62340882
- WorldCat: E39PBJw94DM7dB63vG4dHtXw4q